# Cénacle de Jérusalem
Le Cénacle de Jérusalem serait la « Chambre haute » dont parlent les Évangiles et les Actes des Apôtres (Ac. 1:13), où auraient eu lieu le dernier repas de Jésus avec ses apôtres (la Sainte Cène), la Pentecôte et d'autres événements importants des premiers temps de l'Église.
Un bâtiment de deux étages (englobé dans un ensemble plus important, le Tombeau de David) situé au sommet du mont Sion à proximité de l'abbaye de la Dormition est présenté comme le Cénacle. La pièce, ouverte au public, fut restaurée par les Franciscains en 1335. Depuis leur expulsion et l'intégration un temps d'une mosquée puis d'une synagogue dans le bâtiment, elle reste revendiquée par l'Église catholique romaine. Aujourd'hui, les Franciscains peuvent y célébrer une liturgie officielle deux fois par an, le Jeudi saint et le jour de la Pentecôte.

## Histoire

### Nouveau Testament et premiers temps de l'Église
Le Cénacle est d'abord attaché aux souvenirs du Jeudi saint. C'est dans la pièce du rez-de-chaussée qu'eut probablement lieu le lavement des pieds (Jn 13:1-11), et dans la Chambre haute, le dernier repas (la Cène), avec l'institution de l'Eucharistie (Mt 26:26 et parallèles) et la grande prière rapportée par l'Évangile selon saint Jean (discours de la Cène, Jn 13:31-16).
C'est probablement là aussi que le Christ ressuscité serait apparu aux Apôtres, qui s'y étaient réfugiés, et là que se seraient terrés les Apôtres entre le moment de l'Ascension et celui de la Pentecôte. La « période du Cénacle » désigne ces dix jours d'attente et de recueillement.
Le Cénacle est le lieu de l'effusion de l'Esprit lors de la Pentecôte, quand « apparurent comme des langues de feu qui se posèrent sur chacun d'eux » (Ac 2:2-3).
C'est là que sont situés d'autres épisodes postérieurs (qui restent hypothétiques) : 
- l'élection de Matthias pour remplacer Judas dans le collège des douze apôtres (Ac 1:15-26)
- le premier concile, dit « concile de Jérusalem » (Ac 15:4-19).

### Histoire postérieure

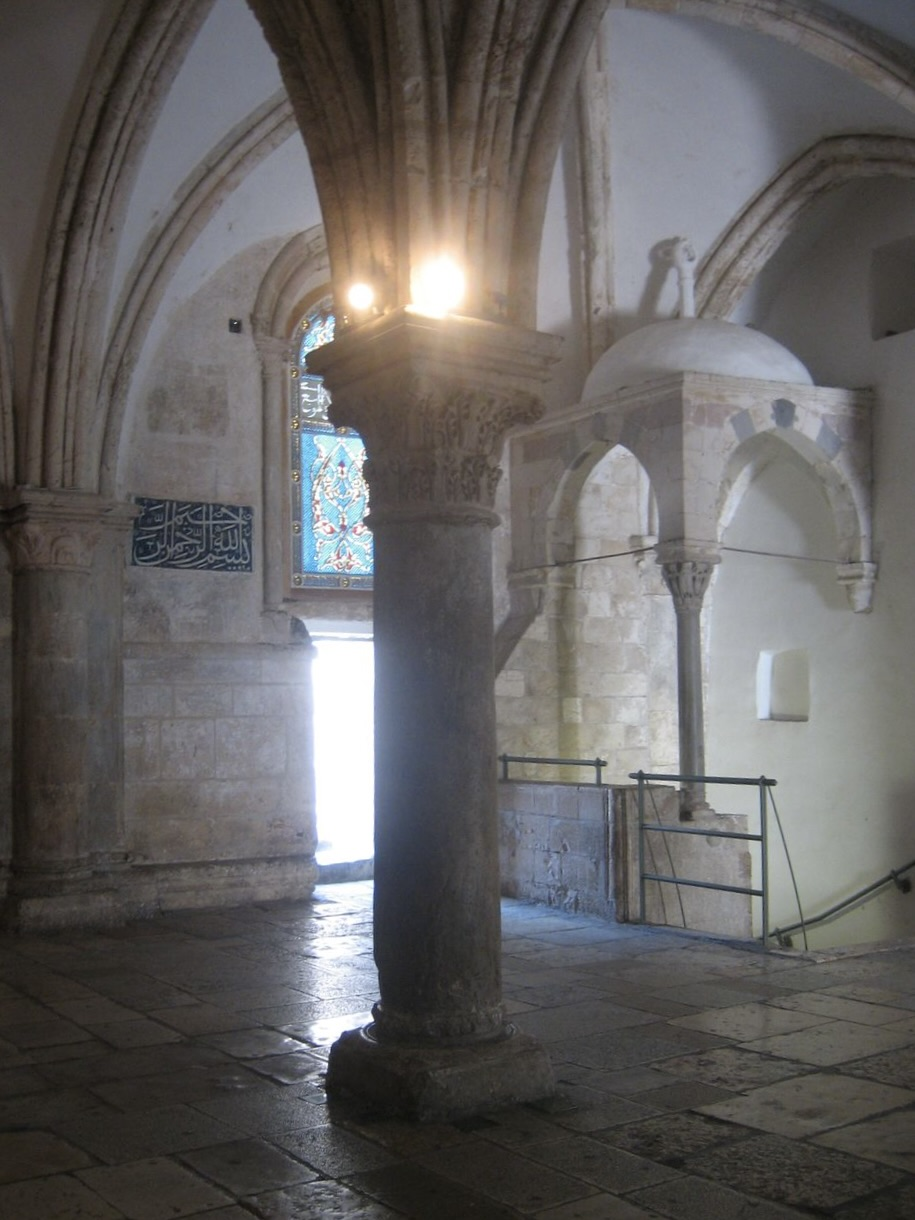
Salle du Cénacle.

Au IVe siècle, Épiphane de Salamine écrit en se basant sur des documents du IIe siècle que Hadrien trouva la ville rasée, à l'exception d'une église, le Cenacle, qui aurait initialement été une synagogue. Ce bâtiment fut restauré par Maxime de Jérusalem puis, suivant la décision de Théodose Ier, reconstruite par Jean II de Jérusalem qui le consacra en 394, et en 415 y fit revenir les reliques du disciple Étienne.
Les Perses la détruisirent en 614 sous le roi Khosro II. Sur ses fondations, les croisés construisirent l'église et le monastère de Sainte-Marie, appelée par eux Mater omnium Ecclesiarum. Épargnés par Saladin en 1187, ils seront détruits en 1219 par le sultan Malik al-Mu'azzam Musa.
En 1335, les Franciscains firent l'acquisition du bâtiment du Cénacle et le restaurèrent, avec une voûte gothique. Au XIVe siècle, ils eurent à subir une certaine pression en vue de leur expulsion. Finalement, en 1523, les Franciscains furent chassés du bâtiment et la Chambre haute fut convertie en mosquée ; quant à la chambre basse du rez-de-chaussée, qui contient un cénotaphe de David d'après une tradition du XIIe siècle, elle est maintenant transformée en synagogue.
Dans l'attente de pouvoir récupérer le Cénacle, les Franciscains ont construit un autre sanctuaire ad Cœnaculum. En outre, une église du Mont-Sion, avec une crypte commémorant la Dormition de Marie, a été construite au début du XXe siècle non loin du Cénacle.
Jusqu'en 1948, ce site fut confié à la famille Dajani.
À partir de la Guerre israélo-arabe de 1948-1949 jusqu'en 1967, seul ce site de la vieille ville était accessible aux Israéliens, le reste étant contrôlé par la Jordanie.
Sous le tombeau de David, une salle souterraine a été découverte en 1859 par Ermete Pierroti, architecte du Pacha Turc entre 1854 et 1862. Une salle adjacente est consacrée à la mémoire des victimes de l'Holocauste.
Paul VI a visité le Cénacle en 1964 et bien que tout culte y était interdit, Jean-Paul II, de façon exceptionnelle, put y célébrer la Messe lors de son pèlerinage jubilaire de l'an 2000, là même où l'Eucharistie fut instaurée par le Christ. Le pape François a pu célébrer une autre messe dans la Chambre haute le 26 mai 2014, pendant son voyage en Israel.
En 2005, des pourparlers étaient en cours pour une éventuelle restitution à l'Église catholique, certains évoquant un éventuel échange avec la synagogue Santa María La Blanca de Tolède.